# David Draiman
David Draiman (Brooklyn, 13 de março de 1973) é um cantor norte-americano, vindo  de uma família de judeus ortodoxos. Fundou a banda Disturbed e atualmente é também o líder da banda Device.

## Biografia
Em 2013 produziu o álbum Vengeance Falls da banda Trivium.
A carreira de David no mundo dos espetáculos iniciou-se cedo, na Academia Judaica "Ida Crown", em Chicago, onde fez sua performance durante a assembleia da escola e, segundo contam, foi tirado do palco.
David tem um irmão chamado Ben que ainda vive com a esposa em Jerusalém.
Ele é um dos cinco artistas que participaram da trilha sonora do filme Rainha dos Condenados, incluindo Wayne Static de Static-X, Jay Gordon de Orgy, Chester Bennington de Linkin Park, e Marilyn Manson.
Originalmente deixou sua família e crenças para trás para ser uma estrela do rock - o que irritou seu avô (que também era um sobrevivente do holocausto)- e mais tarde produziu o álbum Believe como uma resposta à morte de seu avô.
Estudou na Universidade de Loyola, onde se formou em Administração, Ciência Política, e Filosofia. E chegou a cogitar seriamente a ideia do Direito antes de entrar para a banda, à qual descobriu em um anúncio de jornal.
Em 2003 ele também fundou sua própria gravadora, "Intoxication Records", com o guitarrista e membro da banda Dan Donegan, e o baterista, Mike Wengren.
David Draiman continua Judeu (mesmo quando perguntado se ele era religioso em uma entrevista em Fevereiro de 2005, ele tendo respondido: "Não, não mesmo").
Seu último emprego antes de se dedicar à música, foi como administrador de centro de saúde.
Hoje ele tem duas casas: uma em Chicago, sua cidade natal, e uma em Los Angeles.  Sobre a casa em Los Angeles, ele diz, "...é para escapar do inverno de Chicago."  Lá sua melhor amiga, a cadela Lista, uma   linda Akita Japonesa, o faz companhia.
Quando Draiman tinha 16 anos, sua namorada cometeu suícidio, isso o afetou muito durante muitos anos. Ele escreveu uma música sobre essa experiência chamada "Inside the Fire" (dentro do fogo), que faz parte do album de 2008 Indestructible.
David Draiman casou-se no dia 25 de setembro de 2011 com Lena Yada (modelo, atriz e surfista profissional). David era o único da banda que não era casado, pois acreditava ser difícil manter uma relação estável em meio a tours extensivos. Este tema foi explorado nas letras de várias  músicas de Disturbed, como "Mistress", "Pain Redefined", "Guarded" e "Facade".